# Közigazgatási hivatal
A közigazgatási hivatalok Magyarországon  regionális államigazgatási szervek voltak 1990-től 2011-ig. 2011. január 1-jével  létrejöttek - részben az addigi közigazgatási hivatalok helyett -   a fővárosi és megyei kormányhivatalok mint a kormány általános hatáskörű területi államigazgatási szervei.

## Története
A rendszerváltáskor Magyarországon az addigi tanácsrendszert felváltotta a helyi önkormányzatok rendszere. A helyi önkormányzatok részére – jogszabályi rendelkezéseken kívül – a központi állami szervek utasításokat nem adhatnak. Mivel a helyi önkormányzatok önállóan gazdálkodnak és rendeletalkotási jogkörükben önállóan járnak el, olyan állami szerv létrehozására volt szükség, amely ezt a tevékenységet
- törvényességi szempontból,
- utólag ellenőrzi,
- anélkül, hogy az adott helyi önkormányzatot kötelező rendelkezéseket adhatna ki.

1990-ben a helyi önkormányzatokról szóló 1990. évi LXV. törvény ezt a szervet köztársasági megbízott néven hozta létre, majd a szerv nevét 1994-ben e törvény módosítása a jelenlegi közigazgatási hivatalra változtatta.

## Jogállása
A közigazgatási hivatal jogállását az 1990. évi LXV. törvény az alábbiakban szabályozza:
" A közigazgatási hivatal vezetője a fővárosban és a megyében
a) ellátja a helyi önkormányzatok, a helyi kisebbségi, valamint a kisebbségi települési önkormányzatok törvényességi ellenőrzését, a mérlegeléssel hozott önkormányzati döntésnek kizárólag a jogszerűségét vizsgálhatja;
b)
c) ellátja a törvényben megállapított, továbbá a Kormány által hatáskörébe utalt államigazgatási feladatokat, hatásköröket, hatósági jogköröket;
d)
e) a törvényességi ellenőrzés során szerzett tapasztalatai alapján az önkormányzat gazdálkodását érintő vizsgálat lefolytatását kezdeményezheti az Állami Számvevőszéknél;
f) összehívja a képviselő-testület ülését, ha a 12. § (1) bekezdése szerint tett indítványnak a polgármester tizenöt napon belül nem tesz eleget;
g) a feladat- és hatáskörébe tartozó ügyben az önkormányzat kérésére szakmai segítséget nyújt.
A közigazgatási hivatal vezetője törvényességi ellenőrzési jogkörében vizsgálja, hogy a helyi önkormányzat, a helyi kisebbségi, valamint kisebbségi települési önkormányzat
a) szervezete, működése, döntéshozatali eljárása,
b) döntései (rendelete, határozata),
c) bizottsága, részönkormányzata, polgármestere, főpolgármestere, megyei közgyűlés elnöke, társulása által hozott önkormányzati határozat megfelel-e a jogszabályoknak.
Nem terjed ki a közigazgatási hivatal vezetőjének törvényességi ellenőrzési jogköre – az (5) bekezdésben foglalt kivétellel – azokra a helyi önkormányzat, helyi kisebbségi, valamint kisebbségi települési önkormányzat, illetve szerveik által hozott határozatokra, amelyek alapján
a) munkaügyi vitának, illetve közszolgálati jogviszonyból származó vitának,
b) külön jogszabályban meghatározott bírósági vagy államigazgatási eljárásnak van helye.
A közigazgatási hivatal vezetőjének törvényességi ellenőrzési jogköre kiterjed a (4) bekezdésben felsorolt határozatokra is a (3) bekezdés a) pontjában meghatározott körben, továbbá a (4) bekezdés a) pontja esetében, ha a határozat a munkavállaló javára történő jogszabálysértést tartalmaz.
A közigazgatási hivatal vezetője a törvényességi ellenőrzés körében – határidő tűzésével – felhívja az érintettet a törvénysértés megszüntetésére. Az érintett a felhívásban foglaltakat köteles megvizsgálni és a megadott határidőn belül az annak alapján tett intézkedésről vagy egyet nem értéséről a közigazgatási hivatal vezetőjét tájékoztatni.
Ha a megadott határidőn belül intézkedés nem történt, a közigazgatási hivatal vezetője kezdeményezheti:
a) az Alkotmánybíróságnál a törvénysértő önkormányzati rendelet felülvizsgálatát és megsemmisítését;
b) a törvénysértő határozat bírósági felülvizsgálatát;
c) a képviselő-testület összehívását a törvénysértés megszüntetésére, a képviselő-testület tisztségviselője felelősségének megállapítását.
A jogszabálysértés megszüntetésére a pert a helyi önkormányzat, a helyi kisebbségi, valamint kisebbségi települési önkormányzat, illetve a polgármester ellen a megadott határidő lejártától számított harminc napon belül lehet megindítani. A kereset benyújtásának a döntés végrehajtására halasztó hatálya nincs, de a végrehajtás felfüggesztését a bíróságtól lehet kérni. Ha a jogszabálysértő döntés végrehajtása a közérdek súlyos sérelmével vagy elháríthatatlan kárral járna, a végrehajtás felfüggesztését – az érintett egyidejű értesítésével – kérni kell a bíróságtól.